# Saison 2023 de la XFL
Navigation
Édition précédente Édition suivante
La saison 2023 de la XFL est la deuxième saison de l'histoire de la ligue XFL (2020) et la 1re planifiée par ses nouveaux propriétaires, Dwayne Johnson, Dany Garcia et Gerry Cardinale (RedBird Capital).
Elle est la troisième saison de l'histoire de la marque XFL créé et détenue à l'origine par Vince McMahon en 2001.
La saison régulière se déroule du 18 février 2023 au 13 mai 2023. Au terme de la série éliminatoire, les Renegades d'Arlington gagnent la finale jouée le 13 mai 2023 contre les DC Defenders. Luis Perez, quarterback des Renegades, est désigné MVP de cette finale.

## Joueurs
Toutes les équipes de la XFL ont commencé les camps d'entraînement le 8 janvier 2023 avec un groupe de 80 joueurs. Ce nombre est passé à 70 le 21 janvier 2023. L'effectif de chaque équipe sera de 50 joueurs dès le début de la saison régulière (52 lors de la saison 2020) mais seulement 46 pourront être activés le jour du match.
Au cours de la saison, la XFL organisera chaque mardi des entraînements centralisés pour les agents libres et autres athlètes.

### La draft
La draft 2023 de la XFL (en) s'est déroulée du 15 au 17 novembre 2022 au UFC Apex d'Enterprise dans le Nevada. Une présentation de candidats joueurs et de test (combine) avait été effectuée le 18 juin 2022. Après avoir évalué environ 6 000 candidats, la ligue avait réduit à 1 700 le nombre de joueurs éligibles pour la draft,. 528 de ces joueurs ont intégré les effectifs.
Le schéma de la draft 2023 est le même que celui utilisé en 2020. Les quarterbacks titulaires faisaient partie d'un processus séparé effectué le 15 novembre. Les autres joueurs ont ensuite été sélectionnés poste par poste le lendemain, chaque phase de position suivant un ordre aléatoire défini avant la draft, cet ordre s'inversant entre les tours pairs et impairs,.

### Compensations
En 2023, la XFL un contrat type qui paie 5 000 $ par semaine, dont 800 garantis. Un bonus de victoire d'un montant de 1 000 $ est versé aux joueurs de l'équipe gagnante (y compris les joueurs inactifs) à chaque match. Le nombre de joueurs faisant partie de l'effectif final est réduit à 50 avant le début de la saison régulière maux seulement 45 joueurs pourront être actifs le jour du match. Les quarterbacks toucheront un salaire plus élevé encore à déterminer. Le salaire annuel de base d'un joueur XFL sera donc de 59 000 $ auquel il faut ajouter le logement et les repas pris dans le centre de la ligue à Arlington tout au long de la saison d'une valeur d'environ 20 000 $.
Pendant le camp d'entraînement, les joueurs pourront bénéficier d'un petit-déjeuner, un déjeuner et un dîner obligatoire, tandis que la ligue fournira également une collation à emporter après le dîner. Pendant la saison régulière, la XFL fournira deux repas et une collation à emporter. La ligue n'interviendra pas pour les frais de subsistance pris hors son site. Les joueurs blessés seront payés.

### Partenariats

#### Indoor Football League
La XFL a signé un partenariat au niveau des joueurs avec la Indoor Football League, l'IFL fonctionnant de facto comme la ligue mineure de l'XFL,. Brendon White a été le premier joueur à rejoindre l'IFL en signant avec les Pirates du Massachusetts (en). Le joueur de ligne offensive des Oilers de Tulsa, Larry Williams, a fait le chemin inverse en signant avec les Vipers de Las Vegas (en).

#### NFL Alumni Academy
En avril 2022, la ligue XFL a signé un accord de partenariat avec la NFL Alumni Academy pour développer de potentiels joueurs lesquels, dès que diplômés, bénéficieront d'une option pour rejoindre la XFL.
En décembre, des rumeurs ont commencé à circuler selon lesquelles l'Académie envisageait de mettre fin au partenariat en raison de désaccords financiers, mais qui par la suite a révélé des désaccords sur le nombre peu élevé de ses joueurs diplômés choisis lors de la draft. Le problème a ensuite été résolu et la XFL a permis à 72 diplômés de l'Académie de rejoindre les équipes pour les camps d'entraînement (9 par équipe).

### Joueurs notables
- Ryquell Armstead (en)
- Kalen Ballage (en)
- Vic Beasley
- Martavis Bryant
- Ben DiNucci (en)
- Matt Elam (en)
- Jordan Evans (en)
- Josh Gordon
- Will Hill III (en)
- Matt Jones (en)
- D'Eriq King (en)
- Marquette King (en)
- Cody Latimer (en)
- A.J. McCarron
- Cole McDonald (en)
- Rahim Moore (en)
- Eli Rogers
- Jordan Ta'amu (en)

## Changement des règles
Le 8 décembre 2022, la XFL a annoncé qu'elle conserverait son règlement de la saison XFL 2020, avec les révisions suivantes :
- La pause de l'horloge passe à 25 secondes à partir du replacement du ballon et à 35 secondes à partir de la fin du jeu précédent ;
- Le nombre de temps morts passe de 2 à 3 par mi-temps ;
- Les tours de prolongation réglementaires passent de 5 à 3 ;
- Nouvelle option pour convertir un 4e et 15 pour garder le ballon au quatrième quart temps. Ceci s'ajoute à l'option traditionnelle de l'onside kick, qui reste d'application.
- Les équipes ont désormais un chalenge d'entraîneur, qui peut être utilisé pour revoir toute décision d'arbitrage sans restrictions.
- Au lieu du juge on-site sky (utilisé dans les kigues AAF et XFL 2020), toutes les décisions de relecture seront prises à partir d'un hub centralisé. Ce hub conservera les pouvoirs de correction d'erreurs détenus auparavant par le juge on-site sky.
- Un nouveau ballon en cuir Horween présentera un logo au design plus conventionnel avec la signature de la présidente Dany Garcia.

## Les équipes
| Équipes                           | Ville               | Stade                        | Surface                 | Capacité | Entraîneur           |
| --------------------------------- | ------------------- | ---------------------------- | ----------------------- | -------- | -------------------- |
| Division Sud                      |                     |                              |                         |          |                      |
| Renegades d'Arlington             | Arlington, Texas    | Choctaw Stadium              | Chiendent pied-de-poule | 25 000   | Bob Stoops (en)      |
| Roughnecks de Houston (en)        | Houston, Texas      | TDECU Stadium                | Pelouse artificielle    | 40 000   | Wade Phillips        |
| Guardians d'Orlando (en)          | Orlando, Floride    | Camping World Stadium        | Pelouse artificielle    | 60 219   | Terrell Buckley (en) |
| Brahmas de San Antonio            | San Antonio, Texas  | Alamodome                    | Pelouse artificielle    | 64 000   | Hines Ward           |
| Division Nord                     |                     |                              |                         |          |                      |
| Defenders du District de Columbia | Washington, D.C.    | Audi Field                   | Chiendent pied-de-poule | 20 000   | Reggie Barlow (en)   |
| Sea Dragons de Seattle (en)       | Seattle, Washington | Lumen Field                  | Pelouse artificielle    | 69 000   | Jim Haslett (en)     |
| BattleHawks de Saint-Louis (en)   | St. Louis, Missouri | The Dome at America's Center | Pelouse artificielle    | 66 965   | Anthony Becht        |
| Vipers de Las Vegas (en)          | Las Vegas, Nevada   | Cashman Field                | Chiendent pied-de-poule | 12 500   | Rod Woodson          |

## Résultats

### Saison régulière
| Date       | Résultat              | Résultat | Résultat            | Stade           | Affluence | Diffuseur | Réf.   |
| ---------- | --------------------- | -------- | ------------------- | --------------- | --------- | --------- | ------ |
| 18 février | Vegas Vipers          | 20 - 22  | Arlington Renegades | Choktaw Stadium | 12 047    | ABC       | [ 24 ] |
| 18 février | Orlando Guardians     | 12 - 33  | Houston Roughnecks  | TDECU Stadium   | 12 784    | ESPN-FX   | [ 25 ] |
| 19 février | St. Louis Battlehawks | 18 - 15  | San Antonio Brahmas | Alamodome       | 24 245    | ABC       | [ 26 ] |
| 19 février | Seattle Sea Dragons   | 18 - 22  | DC Defenders        | Audi Field      | 12 438    | ESPN      | [ 27 ] |

| Date       | Résultat              | Résultat | Résultat            | Stade                 | Affluence | Diffuseur | Réf.   |
| ---------- | --------------------- | -------- | ------------------- | --------------------- | --------- | --------- | ------ |
| 23 février | St. Louis Battlehawks | 20 - 18  | Seattle Sea Dragons | Lumen Field           | 10 386    | FX        | [ 28 ] |
| 25 février | DC Defenders          | 18 - 06  | Vegas Vipers        | Cashman Field         | 6 023     | FX        | [ 29 ] |
| 26 février | San Antonio Brahmas   | 30 - 12  | Orlando Guardians   | Camping World Stadium | 12 011    | ESPN      | [ 30 ] |
| 26 février | Arlington Renegades   | 14 - 23  | Houston Roughnecks  | TDECU Stadium         | 11 765    | ESPN2     | [ 31 ] |

| Date   | Résultat              | Résultat | Résultat            | Stade           | Affluence | Diffuseur | Réf.   |
| ------ | --------------------- | -------- | ------------------- | --------------- | --------- | --------- | ------ |
| 4 mars | Seattle Sea Dragons   | 30 - 26  | Vegas Vipers        | Cashman Field   | 6 037     | FX        | [ 32 ] |
| 5 mars | St. Louis Battlehawks | 28 - 34  | DC Defenders        | Audi Field      | 16 212    | FX        | [ 33 ] |
| 5 mars | Orlando Guardians     | 09 - 10  | Arlington Renegades | Choktaw Stadium | 12 006    | FX        | [ 34 ] |
| 5 mars | San Antonio Brahmas   | 13 - 22  | Houston Roughnecks  | TDECU Stadium   | 11 309    | ESPN2     | [ 35 ] |

| Date    | Résultat            | Résultat | Résultat              | Stade                        | Affluence | Diffuseur | Réf.   |
| ------- | ------------------- | -------- | --------------------- | ---------------------------- | --------- | --------- | ------ |
| 11 mars | Houston Roughnecks  | 44 - 16  | Orlando Guardians     | Camping World Stadium        | 10 013    | FX        | [ 36 ] |
| 11 mars | San Antonio Brahmas | 06 - 15  | Seattle Sea Dragons   | Lumen Field                  | 15 103    | FX        | [ 37 ] |
| 12 mars | Arlington Renegades | 11 - 24  | St. Louis Battlehawks | The Dome at America's Center | 38 310    | ESPN2     | [ 38 ] |
| 12 mars | Vegas Vipers        | 18 - 32  | DC Defenders          | Audi Field                   | 11 521    | ESPN2     | [ 39 ] |

| Date    | Résultat            | Résultat | Résultat              | Stade                        | Affluence | Diffuseur | Réf.   |
| ------- | ------------------- | -------- | --------------------- | ---------------------------- | --------- | --------- | ------ |
| 16 mars | Houston Roughnecks  | 14 - 21  | Seattle Sea Dragons   | Lumen Field                  | 9 231     | ESPN      | [ 40 ] |
| 18 mars | DC Defenders        | 28 - 20  | St. Louis Battlehawks | The Dome at America's Center | 35 868    | FX        | [ 41 ] |
| 18 mars | Orlando Guardians   | 32 - 35  | Vegas Vipers          | Cashman Field                | 6 008     | FX        | [ 42 ] |
| 19 mars | Arlington Renegades | 12 - 10  | San Antonio Brahmas   | Alamodome                    | 13 274    | ESPN2     | [ 43 ] |

| Date    | Résultat              | Résultat | Résultat            | Stade                 | Affluence | Diffuseur | Réf.   |
| ------- | --------------------- | -------- | ------------------- | --------------------- | --------- | --------- | ------ |
| 25 mars | Seattle Sea Dragons   | 26 - 19  | Orlando Guardians   | Camping World Stadium | 7 823     | ABC       | [ 44 ] |
| 25 mars | St. Louis Battlehawks | 29 - 06  | Vegas Vipers        | Cashman Field         | 6 033     | FX        | [ 45 ] |
| 26 mars | San Antonio Brahmas   | 15 - 09  | Arlington Renegades | Choctaw Stadium       | 12 368    | ABC       | [ 46 ] |
| 27 mars | Houston Roughnecks    | 26 - 37  | DC Defenders        | Audi Field            | 12 492    | ESPN2     | [ 47 ] |

| Date      | Résultat              | Résultat | Résultat            | Stade                 | Affluence | Diffuseur | Réf.   |
| --------- | --------------------- | -------- | ------------------- | --------------------- | --------- | --------- | ------ |
| 31 mars   | Seattle Sea Dragons   | 24 - 15  | Arlington Renegades | Choctaw Stadium       | 11 032    | FX        | [ 48 ] |
| 1er avril | San Antonio Brahmas   | 12 - 26  | Vegas Vipers        | Cashman Field         | 6 041     | ESPN2     | [ 49 ] |
| 1er avril | DC Defenders          | 36 - 37  | Orlando Guardians   | Camping World Stadium | 7 011     | ESPN      | [ 50 ] |
| 2 avril   | St. Louis Battlehawks | 24 - 15  | Houston Roughnecks  | TDECU Stadium         | 12 013    | ESPN2     | [ 51 ] |

| Date    | Résultat            | Résultat | Résultat              | Stade                        | Affluence | Diffuseur | Réf.   |
| ------- | ------------------- | -------- | --------------------- | ---------------------------- | --------- | --------- | ------ |
| 8 avril | Vegas Vipers        | 17(ET)21 | St. Louis Battlehawks | The Dome at America's Center | 35 167    | ESPN      | [ 52 ] |
| 8 avril | Arlington Renegades | 18 - 16  | Orlando Guardians     | Camping World Stadium        | 7 789     | ESPN      | [ 53 ] |
| 9 avril | Houston Roughnecks  | 17(ET)15 | San Antonio Brahmas   | Alamodome                    | 12 243    | ABC       | [ 54 ] |
| 9 avril | DC Defenders        | 34 - 33  | Seattle Sea Dragons   | Lumen Field                  | 11 874    | ESPN2     | [ 55 ] |

| Date     | Résultat            | Résultat | Résultat              | Stade                        | Affluence | Diffuseur | Réf.   |
| -------- | ------------------- | -------- | --------------------- | ---------------------------- | --------- | --------- | ------ |
| 15 avril | Vegas Vipers        | 21 - 28  | Houston Roughnecks    | TDECU Stadium                | 10 967    | ABC       | [ 56 ] |
| 15 avril | Orlando Guardians   | 23 - 25  | San Antonio Brahmas   | Alamodome                    | 13 023    | ESPN2     | [ 57 ] |
| 16 avril | Arlington Renegades | 26 - 28  | DC Defenders          | Audi Field                   | 18 684    | ESPN      | [ 58 ] |
| 16 avril | Seattle Sea Dragons | 30 - 12  | St. Louis Battlehawks | The Dome at America's Center | 33 142    | ESPN      | [ 59 ] |

| Date     | Résultat           | Résultat | Résultat              | Stade                        | Affluence | Diffuseur | Réf.   |
| -------- | ------------------ | -------- | --------------------- | ---------------------------- | --------- | --------- | ------ |
| 22 avril | Orlando Guardians  | 28 - 53  | St. Louis Battlehawks | The Dome at America's Center | 33 034    | ESPN      | [ 60 ] |
| 22 avril | DC Defenders       | 29 - 28  | San Antonio Brahmas   | Alamodome                    | 12 129    | ABC       | [ 61 ] |
| 23 avril | Houston Roughnecks | 25 - 9   | Arlington Renegades   | Choctaw Stadium              | 12 821    | ESPN      | [ 62 ] |
| 23 avril | Vegas Vipers       | 9 - 28   | Seattle Sea Dragons   | Lumen Field                  | 15 046    | ESPN2     | [ 63 ] |

### Classement de la saison régulière
| Pl.           | Équipes                         | Matchs | Matchs | Matchs | Matchs | Points | Points | Points | Bilan | Bilan |
| ------------- | ------------------------------- | ------ | ------ | ------ | ------ | ------ | ------ | ------ | ----- | ----- |
| Pl.           | Équipes                         | Nb     | V      | D      | N      | +      | -      | ≠      | Tot.  | Div.  |
| Division Nord |                                 |        |        |        |        |        |        |        |       |       |
| 1             | DC Defenders                    | 10     | 9      | 1      | 0      | 298    | 240    | +58    | 9-1   | 6-0   |
| 2             | BattleHawks de Saint-Louis (en) | 10     | 7      | 3      | 0      | 243    | 177    | +66    | 7-3   | 3-3   |
| 3             | Sea Dragons de Seattle (en)     | 10     | 7      | 3      | 0      | 249    | 202    | +47    | 7-3   | 3-3   |
| 4             | Vipers de Las Vegas (en)        | 10     | 2      | 8      | 0      | 184    | 252    | -68    | 2-8   | 0-6   |
| Division Sud  |                                 |        |        |        |        |        |        |        |       |       |
| 1             | Roughnecks de Houston (en)      | 10     | 7      | 3      | 0      | 247    | 182    | +65    | 7-3   | 6-0   |
| 2             | Renegades d'Arlington           | 10     | 4      | 6      | 0      | 146    | 194    | -48    | 4-6   | 3-3   |
| 3             | Brahmas de San Antonio          | 10     | 3      | 7      | 0      | 169    | 183    | -14    | 3-7   | 3-3   |
| 4             | Guardians d'Orlando (en)        | 10     | 1      | 9      | 0      | 204    | 310    | -106   | 1-9   | 0-6   |

### Séries éliminatoires
| Date          | Résultat            | Résultat | Résultat           | Stade         | Affluence | Diffuseur | Réf.   |
| ------------- | ------------------- | -------- | ------------------ | ------------- | --------- | --------- | ------ |
| 29 avril 2023 | Arlington Renegades | 26 - 11  | Houston Roughnecks | TDECU Stadium | 13 568    | ESPN2     | [ 64 ] |
| 30 avril 2023 | Seattle Sea Dragons | 21 - 37  | DC Defenders       | Audi Field    | 18 684    | ESPN      | [ 65 ] |

| Date        | Résultat            | Résultat | Résultat     | Stade     | Affluence | Diffuseur | Réf.   |
| ----------- | ------------------- | -------- | ------------ | --------- | --------- | --------- | ------ |
| 13 mai 2023 | Arlington Renegades | 35 - 26  | DC Defenders | Alamodome | 22 754    | ABC       | [ 66 ] |